# Фелікс Чісекеді
Фелікс Антуан Чісекеді Чиломбо (фр. Félix Antoine Tshisekedi Tshilombo; 13 червня 1963, Леопольдвіль, Республіка Конго) — політичний діяч Демократичної Республіки Конго. Голова «Союзу за демократію і соціальний прогрес» — найстаршої і найбільшої опозиційної партії в країні. 30 грудня 2018 року обраний президентом Демократичної Республіки Конго.

## Біографія

### Раннє життя
Народився в Кіншасі 13 червня 1963 року. У Фелікса була комфортне життя у столиці. Коли його батько створив опозиційну багаторічному лідеру країни Мобуту партію «Союз за демократію та соціальний прогрес» на початку 1980-х, Фелікс приєднався до батька-дисидента.
У 1985 році Мобуту дав йому, його матері і братів дозвіл покинути їх малу батьківщину, село Касаї. Він поїхав жити в Брюссель, де працював на випадкових підробітках, насолоджувався нічним життям і став активістом СДСП.

### Політична кар'єра
В кінці 2008 року був призначений Національним секретарем СДСП із зовнішніх зв'язків.
У листопаді 2011 року отримав місце в Національній асамблеї, представляючи місто Мбужі-Мйї. Тим не менш, не зайняв його, заявивши, що «не може бути й мови про те, щоб сидіти в установах, які є результатом фальсифікованих виборів». Його мандат незабаром був визнаний недійсним за «абсентеїзм».
У травні 2013 року відмовився від посади доповідача у Незалежній національній виборчій комісії (ННВК), сказавши: «Я не хочу ставити свою політичну кар'єру в дужки» (стаття 17 ННВК виключає членство для тих, хто є членом політичної організації).
У жовтні 2016 року став заступником генерального секретаря СДСП.
31 березня 2018 року був обраний керівником СДСП після смерті свого батька, засновника партії Етьєна Чісекеді 1 лютого 2017 року. У той же день був обраний кандидатом в президенти від СДСП на загальних виборах, призначених на грудень 2018 року.
Здобув перемогу на президентських виборах в 2018 році, набравши 38,57 % голосів.
24 січня 2019 р. в Кіншасі відбулась церемонія інавгурації Чісекеді президентом ДРК.